# 林檎のためいき
『林檎のためいき』(りんごのためいき)は、Jungle Smileの2枚目のオリジナルアルバム。

## 概要
- Jungle Smileのシングル・アルバムを通じて唯一オリコンチャートTOP10入りを果たした作品。

## 収録曲
1. 小さな革命
4thシングル。
2. おなじ星
5thシングル。
3. 林檎
4. 猫とゴミ
5. 水たまり
4thシングルのカップリング曲。
6. いい女
7. キスしてあげる
8. 同級生
5thシングルのカップリング曲。
9. 思春期
10. ただの私